# Putnam County, Illinois
Putnam County är ett administrativt område i delstaten Illinois, USA, med 6 006 invånare.  Den administrativa huvudorten (county seat) är Hennepin.

## Geografi
Enligt United States Census Bureau har countyt en total area på 446 km². 414 km² av den arean är land och 32 km² är vatten. Countyt är det minsta i Illinois.

### Angränsande countyn
- Bureau County - nord och väst
- LaSalle County - öst
- Marshall County - syd